# Паломбо (Фрозиноне)
Паломбо је насеље у Италији у округу Фрозиноне, региону Лацио.
Према процени из 2011. у насељу је живело 70 становника. Насеље се налази на надморској висини од 441 м.